# Rio Turvo (vattendrag i Brasilien, São Paulo, lat -24,75, long -48,50)
Rio Turvo är ett vattendrag i Brasilien.   Det ligger i delstaten São Paulo, i den södra delen av landet, 1 000 km söder om huvudstaden Brasília.
I omgivningarna runt Rio Turvo växer i huvudsak städsegrön lövskog. Runt Rio Turvo är det glesbefolkat, med 8 invånare per kvadratkilometer.